# Kalisz (hettita királyné)
Kalisz (vagy Kali, MUNUSka-a-li-iš, fKālīš) hettita királyné, I. Murszilisz felesége az i. e. 16. században. Neve a CTH#661 számú „Hettita királylista” című dokumentumban maradt fenn.
Murszilisznak és Kalisznak vagy nem született gyermeke, vagy korán meghaltak. Talán I. Hantilisz felesége, Harapszilisz a gyermekük volt, de őt inkább tartják Murszilisz testvérének.

## Lásd még
- Hettita királyok családfája
- Hettita királynék listája